# Corey Taylor
Corey Todd Taylor (Des Moines, 8 de dezembro de 1973) é um compositor, escritor e vocalista das bandas Stone Sour e Slipknot. Na banda Slipknot, Corey é o número #8.

## Carreira musical

### Slipknot
Em Des Moines, Iowa, Joey Jordison, Shawn Crahan, Mick Thomson foram até Corey pedindo-lhe para se juntar ao Slipknot. Ele concordou em ir para um dos ensaios, e acabou cantando na frente deles. Pediram-lhe para entrar na banda por causa de seus vocais melódicos. Taylor tornou-se vocalista da banda, quando o vocalista anterior, Anders Colsefini, saiu por causa de problemas com o seu desempenho nos shows. Dos oito membros do Slipknot, Corey foi o sexto a entrar na banda.
Sentindo que poderia se expandir mais no Slipknot do que no Stone Sour, Taylor entrou em hiato com os Stone Sour. O primeiro show de Corey com o Slipknot foi em 24 de agosto de 1997, que de acordo com os restantes membros da banda, não correu muito bem. Durante o seu primeiro show, Corey não cantou usando uma máscara mas sim uma maquiagem com látex cobrindo seus olhos que foi derretendo em seu rosto durante o concerto, no entanto, no seu segundo show, quase um mês depois, Corey usava uma máscara que lembra a máscara do álbum de estreia. A máscara atual de Taylor foi descrita por Chris como "se fosse feita de carne apodrecida como Leatherface.
Taylor grava com Slipknot desde o lançamento do Slipknot Demo, o CD demo utilizado para a banda conseguir um produtor. Já como vocalista permanente, gravou com o Slipknot no Indigo Ranch em Malibu, Califórnia o álbum Slipknot. Taylor foi acusado de violação de direitos de autor, sobre a letra da música "Purity", mas esta acusação acabou rejeitada pelos tribunais. Taylor começou a gravar o seu segundo álbum de estúdio, Iowa, em 2001 no Sound City, Sound Image, em Los Angeles, Califórnia. Taylor decidiu não falar palavrões nas músicas do álbum Vol. 3: (The Subliminal Verses) por querer que todos pudessem ouvi-lo, mas no quarto álbum, All Hope Is Gone, há uma classificação indicativa que apenas permite que as crianças ouçam o disco por critério dos pais.

### Stone Sour

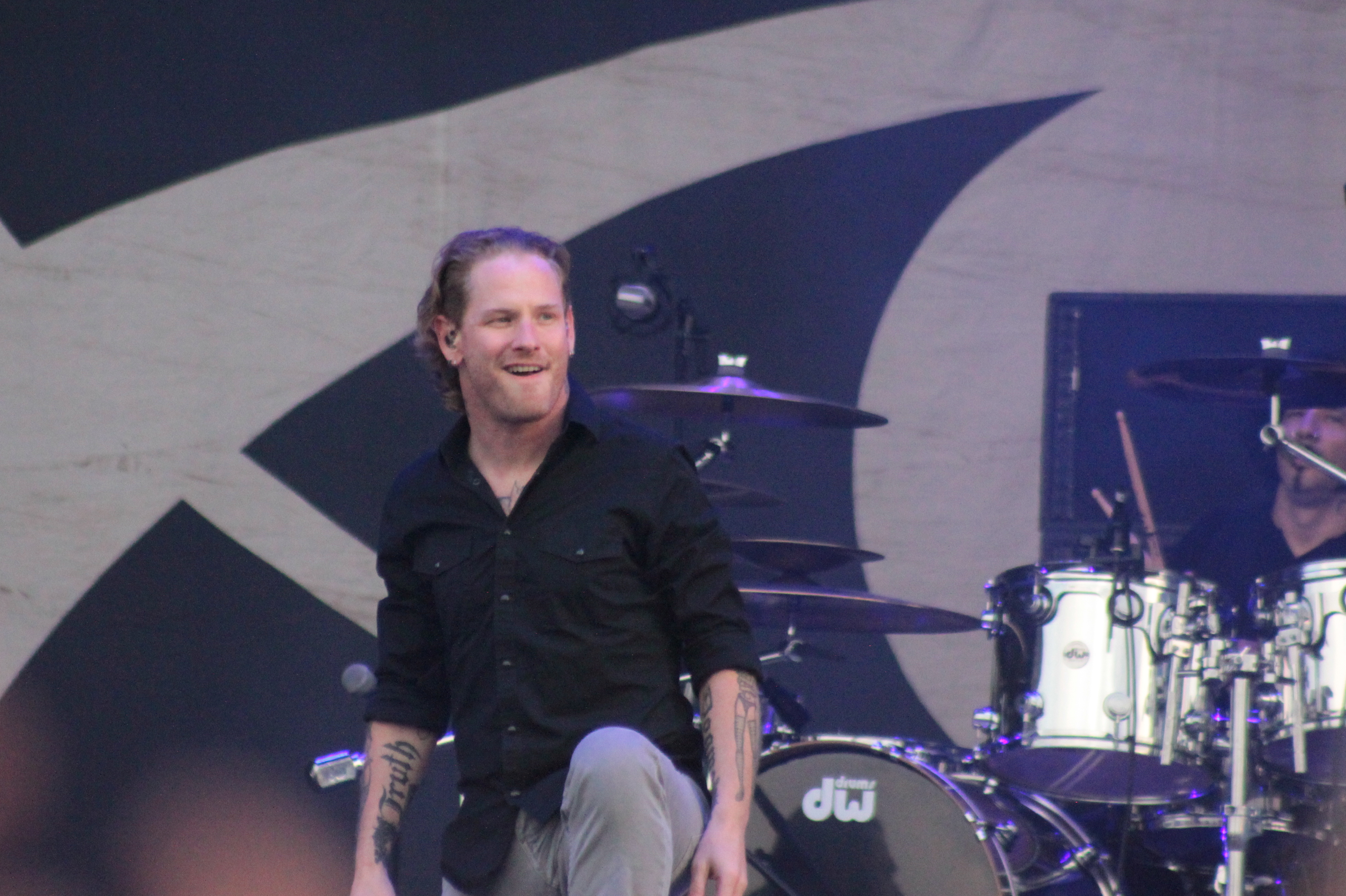
Corey Taylor ao vivo com Stone Sour em 2013.

A Banda Stone Sour foi originalmente formada por James Root e Corey Taylor em 1992. Conheceram-se através de um amigo dos dois na época, conhecido como Danny, que os apresentou, tomando assim a decisão de formarem uma banda. Josh entrou como guitarrista, não dando muito certo. Logo depois, Shawn entrou como guitarrista, mas Joel viu o seu talento quando o viu a tocar baixo, trocando de instrumento. Esta época foi marcada pelas várias mudanças entre seus membros. Até 1994, passaram mais de 10 guitarristas. Neste mesmo ano, Shawn tocava numa banda com James Root, e convidou-o para ver um ensaio do seu projeto paralelo. Ele não quis muito, já tinha ouvido algum material da banda no ano anterior, mas acabou por ir. Entretanto, entrou na banda, deixando o "Atomic Opera" de Des Moines. Em 1997, Corey saiu da banda para participar num projeto paralelo (Slipknot), e foi então que os outros foram para outras bandas. Em 1998, James também entrou para o Slipknot. Mas eles nunca "declararam falência" da banda, voltando em 2002, gravando o seu primeiro álbum, homónimo da banda (Stone Sour). Em 2005 o baterista Joel deixou a banda, porque seu filho, de acordo com exames médicos, tinha uma doença no cérebro, dando o seu lugar para Roy Mayorga, ex-Soulfly. No ano de 2011, participaram do festival de música "Rock In Rio", tocando no segundo dia de apresentações no palco principal. Nessa apresentação especial, o baterista Roy Mayorga foi substituído pelo então ex-baterista do Dream Theater, Mike Portnoy, por causa do nascimento de sua filha. A banda voltou em 2006 para lançar o seu segundo álbum de estúdio, Come What(ever) May. O single Sillyworld, chegou à 2ª posição nas paradas do Mainstream Rock. Through Glass provou ser um sucesso atingindo a 1ª posição do Mainstream Rock, a 2ª posição do Modern Rock Tracks, a 12ª posição do Hot Adult Top 40 e a 39ª posição no Billboard Hot 100, todos em 2006. Eles lançaram mais 2 singles em 2007, Made of Scars e Zzyzx Rd. Em 2006 foram nomeados para o Grammy de Best Peformance Hard Rock/Metal pela música 30/30-150.

## Vida pessoal

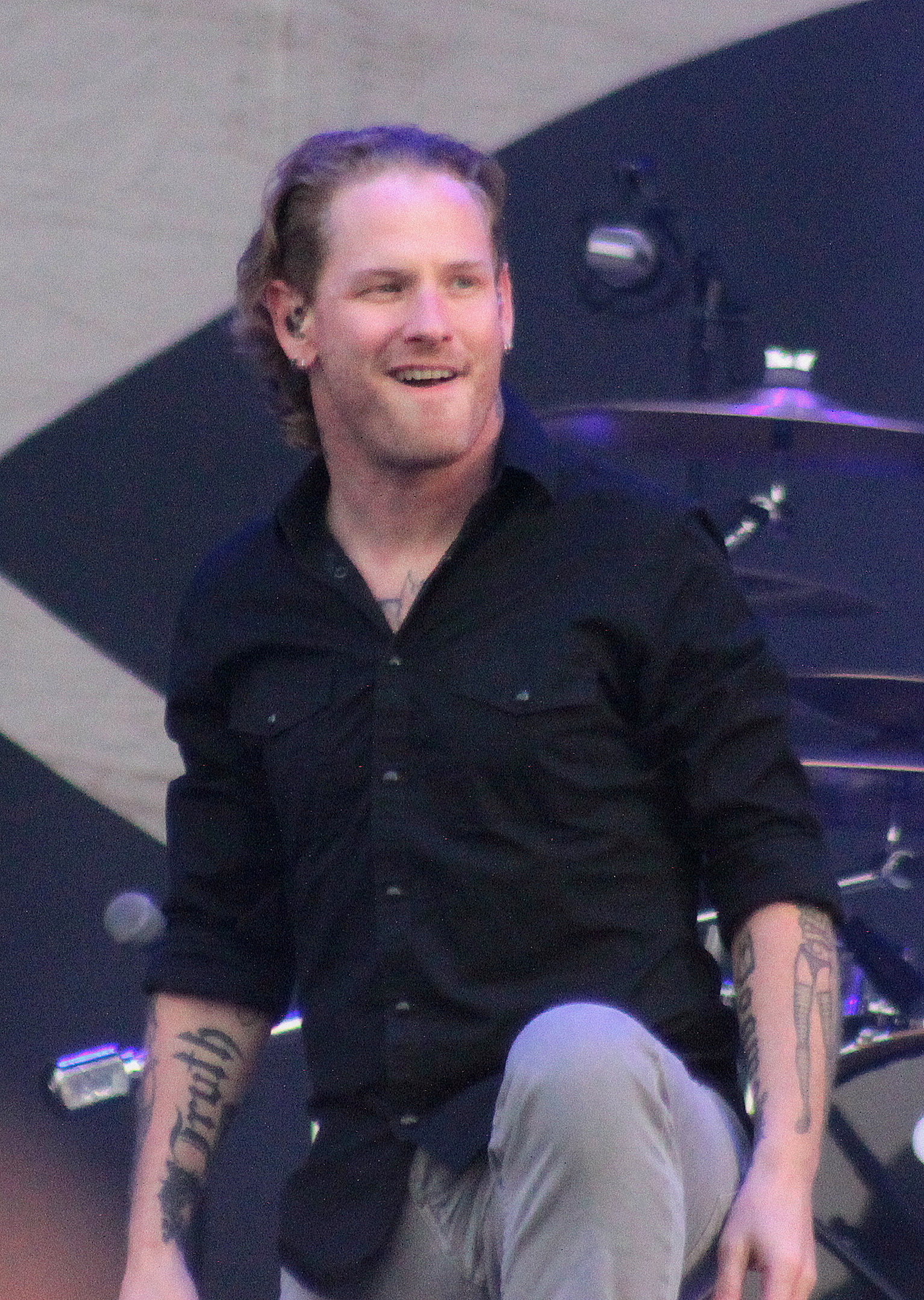
A cropped version of File:W0919-Hellfest2013 StoneSour CoreyTaylor 71660-Crop.

Corey Taylor é o mais novo de três irmãos, Will Taylor, Davi Nunes e então, Corey. Foi criado principalmente com sua a mãe em Waterloo, um lugar descrito por Corey como um "buraco no chão com os edifícios ao redor dele". Corey tem ascendência belga, polonesa e dinamarquesa por parte de pai.
Taylor foi criado por sua mãe solteira. Ele desenvolveu um sentimento apaixonado pelo rock clássico depois que sua avó lhe permitiu que ouvisse música desse estilo.
Em 1981, ele e sua mãe assistiram à série de ficção científica Buck Rogers in the 25th Century. Antes da série, assistiram ao filme de terror Halloween. Taylor disse que isso "desenvolveu algum sentido próprio do Slipknot". Inspirado nesse filme, Taylor se identificou com máscaras e temas de terror, a avó de Taylor permitiu-lhe conhecer o rock, mostrando-lhe uma coleção de LP's de Elvis Presley. Ele, especialmente, começou à gostar de algumas músicas, como "Teddy Bear", "In The Ghetto" e "Suspicious Minds", por apelarem aos seus interesses, descrevendo-os como "bons tempos". Taylor também começou a ouvir Black Sabbath desde pequeno começando assim com a sua aprendizagem musical.
Em entrevista ao programa  "The Therapist" da Viceland, Corey revelou detalhes de uma infância conturbada e cercada de violência. Tendo sido vítima de violência doméstica por sua família e abuso sexual/ estupro na idade de dez anos por um vizinho adolescente, fato este que já havia sido relatado em seu livro autobiográfico "Seven Deadly Sins" anteriormente.
Taylor, junto com sua mãe e irmã, moravam em uma "velha fazenda em ruínas", que em dias de outono lhe lembravam as capas de discos dos Black Sabbath. Aos 15 anos, Corey tinha desenvolvido dependência de drogas e teve duas overdoses de cocaína, quando isso aconteceu, Corey estava a viver em Waterloo. Depois da overdose, Corey foi morar com a avó, em Iowa. Ela ficou com a custódia legal dele e o ajudou a comprar os seus primeiros instrumentos musicais; neste mesmo período, ele revelou ter tentado suicídio após uma desilusão amorosa. Quando Taylor completou 18 anos, ele deixou a casa de sua avó e foi morar em vários lugares, achando que a sua cidade natal, Des Moines, era o melhor lugar para viver.
Taylor também teve problemas de abuso de álcool, que a sua ex-esposa, Scarlett, ajudou-o, tendo-o impedido de cometer suicídio. Em 2006, Taylor disse à MTV que ele tentou pular de uma varanda do oitavo andar do Hyatt, na Sunset Boulevard, em 2003, mas "de alguma forma [Scarlett] me parou". Mais tarde Corey se retratou desta afirmação, em entrevista à Kerrang! e disse, na verdade, que fora o seu amigo Thom Hazaert que o impediu de saltar. Scarlett então lhe disse ele teria que ficar sóbrio ou que se separavam.

### Reencontro com o pai
Corey cresceu sem conhecer seu pai, que partiu pouco antes de seu nascimento e, a pedido de sua mãe, ficou distante de sua vida. Os dois finalmente se encontraram apenas muitos anos depois, em 2006, quando Scarlett Stone (ex-esposa de Corey) persuadiu a mãe de Taylor para que contasse a ela tudo que sabia sobre o pai, e quando ela concordou, Scarlett contratou um detetive particular para encontrar o pai de Corey Taylor.

### Casamentos
Primeiro Casamento
Taylor se divorciou de Scarlett Stone – com quem se casou no começo de 2004 , numa cerimônia pequena, no Botanical Center, em Des Moines, Iowa – em 11 de março de 2007. Na edição de novembro de 2008 da revista Revolver, ele é citado dizendo: “Depois que eu fiquei sóbrio, eu descobri que o meu relacionamento não estava dando certo para mim. Minha esposa e eu tínhamos nos corrompido demais.”
Segundo Casamento
Corey Taylor se casou pela segunda vez com Stephanie Luby no dia 13 de novembro de 2009, no Palm's Hotel em Las Vegas.
A noiva caminhou até o altar ao som de “For Whom The Bell Tolls“, dos Metallica. Foram convidados 350 pessoas, que lotaram o Pearl Concert Theater do hotel, incluindo Mark McGrath, dos Sugar Ray, e também Dave Navarro, dos The Panic Channel e Billy Morrison (que fez a cerimônia) dos Camp Freddy. Depois, o noivo e todos os roqueiros presentes subiram ao palco, para cantar três músicas.
Coincidentemente o dia 13 de Novembro caiu numa sexta-feira 13.
Após fãs especularem sobre o fim de seu casamento, Corey se pronunciou confirmando o que todos acreditavam. Seu casamento com Stephanie Luby chegou ao fim no início de 2017. Ele se pronunciou no Twitter sobre isso, dizendo:
"Como 'pessoas' ficam especulando no instagram do meu filho, vou falar a real, embora alguns de vocês não mereçam resposta. Estou separado há quase dez meses. Comecei a me encontrar com alguém há alguns meses. Meus AMIGOS sabem. Agora VOCÊS sabem. Vou falar só uma vez: PAREM COM ISTO".
Terceiro casamento
Corey anunciou o noivado com Alicia Dove, integrante do grupo musical Cherry Bomb, em 7 de abril de 2019. Casou-se novamente em 6 de outubro numa pequena cerimônia que foi revelada por Kyle Sanders no Facebook no próximo dia 15.

## Máscara

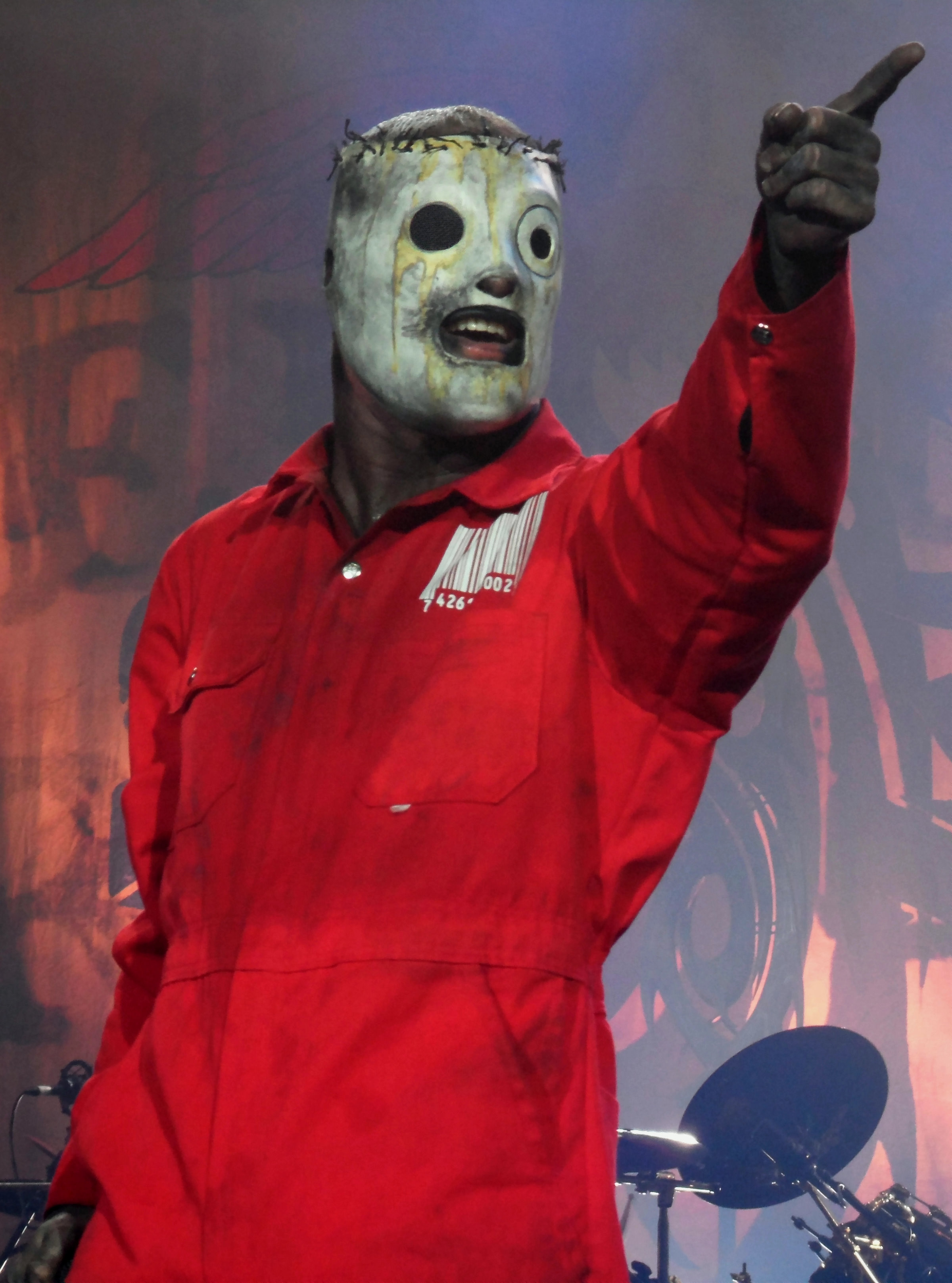
Corey Taylor com o Slipknot em 2011.

Era, originalmente, uma máscara de couro com dreads verdadeiros que praticamente cobriam o seu cabelo; essa máscara moldada com látex e dreads falsos teve várias versões. Com a máscara do Vol. 3, que no lado esquerdo está sorrindo e no direito está triste, os dreads sumiram e é seu próprio cabelo, vermelho e roxo. De 2008 até 2013 Corey usou uma máscara toda de látex, somente com abertura para nariz e boca, uma tela preta cobre seus olhos que são de tamanhos diferentes, pequenos furos para os ouvidos e aberta em cima, na região dos cabelos. Usou também uma máscara de duas camadas, semelhante ao rosto de uma bruxa. Atualmente e com o lançamento do álbum We Are Not Your Kind, Corey usa uma máscara diferente das demais, semelhante às máscaras que pacientes que sofreram queimaduras no rosto usavam. Esta última máscara, originou nos fãs algum descontentamento e críticas.
"Nós não estamos nos escondendo atrás dessas máscaras, estamos nos revelando mais do que vocês podem imaginar. a máscara que eu uso põe para fora toda as coisas ruins que há dentro de mim. Mesmo se não usássemos máscaras, nossa música ainda seria de boa qualidade."

## Estilo e influências
Os dois primeiros álbuns do Slipknot com Corey possuem conteúdo explícito (para maiores de idade) gratuito. O estilo vocal de Corey, que contém às vezes canto melódico, guturais, o levou a ficar no número 86 na Hit Parader do Top 100 Vocalistas de Metal de Todos os Tempos.
Corey tem duas bandas cheias de contrastes: o Slipknot é considerado como banda de heavy metal, nu metal e metal alternativo e mostram diversos tipos de humores, como depressão, hostilidade, raiva e rebeldia. O Stone Sour é classificado como hard rock, metal alternativo, heavy metal, e post-grunge e expressam  desolação, raiva e rebelião. Taylor cita: Nirvana, Mötley Crüe, Iron Maiden, Metallica, Nine Inch Nails, Dokken, Misfits, Black Sabbath, Black Flag, Slayer, Sepultura, Def Leppard, Sex Pistols, Lynyrd Skynyrd, Cheap Trick, Pearl Jam, The Damned, The Cramps e Bob Dylan.

## Shows no Brasil
Corey já se apresentou 7 vezes no Brasil: 6 vezes com o Slipknot (São Paulo e Rio de Janeiro em 2005, na turnê Vol. 3 Subliminal Verses, no Rio de Janeiro em 25 de Setembro de 2011, no Rock In Rio IV, no Monsters Of Rock no estado de São Paulo no dia 19 de Outubro de 2013, no Rock in Rio 2015 no dia 25 de setembro de 2015) e respectivamente em São Paulo, na turnê .5: The Gray Chapter, e uma com o Stone Sour (Rio de Janeiro, em 24 de setembro de 2011, no Rock In Rio IV).

## Outros trabalhos

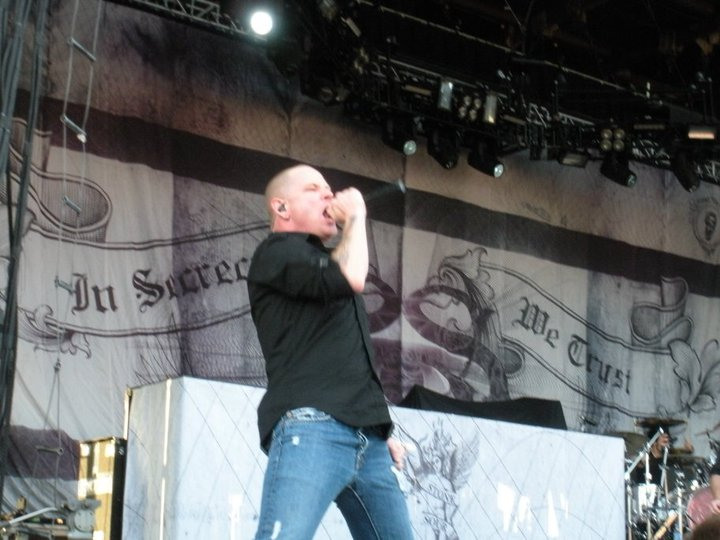
Corey Taylor no Rockstar Uproar

Corey já tocou com várias outras bandas, foi o vocalista da música The Rich Man da banda RoadRunner United. E em 2011 lançou o seu livro Seven Deadly Sins e começou a fazer turnê pelos EUA para a divulgação, Corey também escreveu mais dois livros "A Funny Thing Happened on the Way to Heaven" em 2013 e "You're Making Me Hate You" em 2015. Em janeiro de 2012, Corey e o percussionista e também vocalista Shawn Crahan abriram a produtora Living Breathing Films, que será especializada em filmes de terror.
lms, que será especializada em fil ||lead vocals||
lms, que será especializada em fil ||lead vocals||
| Ano  | Artista                        | Álbum                               | Faixa(s)                                                      | Posição                  | Ref                  |
| ---- | ------------------------------ | ----------------------------------- | ------------------------------------------------------------- | ------------------------ | -------------------- |
| 1998 | Sister Soleil                  | Soularium                           | "Liar"                                                        | Vocal de apoio           | [ 10 ]               |
| 1998 | Smakdab                        | Smakdab (album)                     | "Shadowed"                                                    | Vocal                    | [ 11 ]               |
| 2000 | Snot                           | Strait Up                           | "Requiem"                                                     | Vocal                    | [ 12 ] [ 13 ]        |
| 2000 | Soulfly                        | Primitive                           | "Jumpdafuckup"                                                | Vocal                    | [ 14 ] [ 15 ]        |
| 2001 | Biohazard                      | Uncivilization                      | "Domination"                                                  | Vocal de apoio           |                      |
| 2001 | Slitheryn                      | Slitheryn                           | "Lost"                                                        | Vocal de apoio           | [ 16 ] [ 17 ]        |
| 2001 | Slitheryn                      | Slitheryn                           | "Get Up"                                                      | Vocal de apoio           | [ 16 ] [ 17 ]        |
| 2002 | Black Flag                     | Rise Above                          | "Room 13"                                                     | Vocal                    | [ 18 ]               |
| 2003 | Anthrax                        | With Full Force Festival in Germany | "Bring the Noise"                                             | Vocal                    | [ 19 ]               |
| 2004 | Damageplan                     | New Found Power                     | "Fuck You"                                                    | Vocal                    | [ 20 ]               |
| 2005 | Roadrunner United              | The All-Star Sessions               | "The Rich Man"                                                | Vocal                    | [ 21 ] [ 22 ] [ 23 ] |
| 2005 | Teenage Time Killers           | Greatest Hits Vol. 1                | "Egobomb"                                                     | Vocal                    |                      |
| 2006 | Korn                           | Family Values Tour 2006             | "Freak on a Leash (Ao Vivo)"                                  | Vocal de apoio           | [ 24 ] [ 25 ]        |
| 2006 | FaceCage                       | III                                 | —                                                             | Produtor                 | [ 26 ] [ 27 ]        |
| 2007 | Apocalyptica                   | Worlds Collide                      | "I'm Not Jesus"                                               | Vocal                    | [ 28 ] [ 29 ]        |
| 2007 | Dream Theater                  | Systematic Chaos                    | "Repentance"                                                  | Compositor               | [ 30 ] [ 31 ]        |
| 2008 | Walls of Jericho               | Redemption (álbum)                  | "Ember Drive", "My Last Stand", "Addicted"                    | Vocal de apoio, Produtor | [ 32 ] [ 33 ]        |
| 2009 | apocalyptica (ft) Corey Taylor | I'm not Jesus                       | lead vocals                                                   |                          |                      |
| 2009 | Steel Panther                  | Feel the Steel                      | "Death to All But Metal", "Asian Hooker", "Eyes of a Panther" | Vocal                    | [ 34 ] [ 35 ] [ 36 ] |
| 2010 | Corey Taylor                   | X-M@$                               | "X-M@$"                                                       | Vocal, Produtor          | [ 37 ] [ 38 ]        |
| 2010 | Travis Barker, Corey Taylor    | Give the Drummer Some               | "On My Own"                                                   | Vocal                    |                      |
| 2013 | Sound City                     | Sound City: Real to Reel            | "From Can to Can't"                                           | Vocal                    |                      |
| 2015 | Korn                           | The Serenity of Suffering           | "A Different World"                                           | Vocal de apoio           |                      |
| 2019 | Falling in Reverse             | Drugs                               | "Drugs"                                                       | Vocal de apoio           |                      |

## Discografia

### Slipknot
| Álbum                           | Gravadora          | Ano de lançamento | Produtor(es)                                                                                              |
| ------------------------------- | ------------------ | ----------------- | --- |
| Slipknot                        | Roadrunner Records | 1999              | Ross Robinson                                                                                             |
| Iowa                            | Roadrunner Records | 2001              | Ross Robinson                                                                                             |
| Vol. 3: (The Subliminal Verses) | Roadrunner Records | 2004              | Rick Rubin                                                                                                |
| All Hope Is Gone                | Roadrunner Records | 2008              | Slipknot, Dave Fortman                                                                                    |
| Antennas to Hell                | Roadrunner Records | 2012              | Slipknot, Ross Robinson, Sean Anderson, Rick Rubin, Davi Nunes, Joey Jordison, Dave Fortman, Chris Vrenna |
| .5: The Gray Chapter            | Roadrunner Records | 2014              | Slipknot, Shawn Crahan, Greg Fidelman                                                                     |
| We Are Not Your Kind            | Roadrunner Records | 2019              | Greg Fidelman                                                                                             |
| The End, So Far                 | Roadrunner Records | 2022              | Slipknot, Joe Barresi                                                                                     |

### Stone Sour
| Nome do álbum                | Gravadora            | Ano de lançamento | Produtor(es)            |
| ---------------------------- | -------------------- | ----------------- | ----------------------- |
| Stone Sour                   | Roadrunner Records   | 2002              | Tom Tatman e Stone Sour |
| Come What(ever) May          | Roadrunner Records   | 2006              | Nick Raskulinecz        |
| Audio Secrecy                | Roadrunner Records   | 2010              | Nick Raskulinecz        |
| House of Gold and Bones      | Warner Bros. Records | 2012              | Nick Raskulinecz        |
| House of Gold and Bones Pt.2 | Warner Bros. Records | 2013              | Nick Raskulinecz        |
| Hydrograd                    | Roadrunner Records   | 2017              | Jay Ruston              |

### Solo
- CMFT (2020)
- B SIDES (2022)
- CMF2 (2023)

### Outros
- Strait Up (2000)
- Primitive (2000)
- Uncivilization (2001)
- Rise Above: 24 Black Flag Songs to Benefit the West Memphis Three (2002)
- New Found Power (2004)
- The All-Star Sessions (2005)
- Worlds Collide (2007)
- Walls of Jericho (2007)
- Give the Drummer Some (2011)

## Equipamento
| Instrumento                                           | Período       |
| Audio-Technica AEW-T6100 Wireless Handheld Microphone | 2000-presente |
| Ibanez Voice Chorus                                   | 1999-2000     |
| Guitarras Gibson                                      | 2009-presente |
| Ibanez Custom Artcore Talman Semi-Hollow Body         |               |